# شون هوبكينز
شون هوبكينز (بالإنجليزية: Shaun Hopkins)‏ هو دراج أسترالي، ولد في 18 أبريل 1977.